# Prostiva
Prostiva è una terapia sviluppata dalla compagnia medica Medtronic per il trattamento dell'iperplasia prostatica benigna (IPB) che utilizza l'energia a radiofrequenza e rappresenta un'evoluzione tecnologica della terapia scientificamente nota con il nome di T.U.N.A. (Transurethral Needle Ablation). Si tratta di un'opzione terapeutica sicura e mininvasiva, che preserva l'anatomia prostatica e può essere eseguita in anestesia locale.
Il trattamento, eseguito per via trans-uretrale, è indicato per i pazienti di età compresa tra i 50 e i 60 anni, che presentano un'IPB allo stadio iniziale e con dimensione della ghiandola prostatica compresa tra i 20 e i 50 cm³. Consiste nell'inserimento nell'area da trattare di due sottili aghi, la lunghezza dei quali è stata determinata precedentemente in base al volume prostatico. Gli aghi, riscaldati da un generatore di energia a radiofrequenza a 115 °C, vengono posizionati dall'operatore in ciascuno dei punti individuati per il trattamento e mantenuti in posizione per due minuti e venti secondi, il tempo necessario per produrre una necrosi coagulativa termica che ridimensiona il tessuto prostatico coagulando allo stesso tempo terminazioni nervose, recettori e vasi sanguigni.
L'intervento dura tra i venti e i venticinque minuti e consente di allargare il canale uretrale risolvendo i disturbi della minzione, senza gli effetti collaterali del tradizionale intervento chirurgico (come incontinenza, disfunzione erettile o eiaculazione retrograda). La conservazione dell'anatomia prostatica, inoltre, non impedisce di ricorrere alla chirurgia tradizionale in un secondo momento, qualora fosse necessario.
Trattandosi di un intervento condotto con tecnica mininvasiva e in anestesia locale, il recupero del paziente avviene normalmente in settantadue ore.
Questa opzione terapeutica è indicata soprattutto per i pazienti che non rispondono o non sono soddisfatti della terapia farmacologica oppure che presentano un rischio operatorio troppo elevato per essere sottoposti a un intervento chirurgico tradizionale.
Se trattata precocemente, nell'80% dei casi l'IPB viene risolta completamente e il paziente non necessita di altri trattamenti nei successivi cinque anni.